# 阿列克谢·科兹洛夫
阿列克谢·伊万诺维奇·科兹洛夫，（俄语：Алексе́й Ива́нович Козло́в，1911年1月31日—1982年5月4日），苏联政治人物。曾担任苏联畜牧部长；联共（布）中央委员会农业部长；农业和采购部长；国营农场部长；采利诺格勒州、斯摩棱斯克州第一副州长等职务。

## 生平
- 1911年1月31日出生于圣彼得堡的一个工人家庭。早年曾在特维尔省新道路集体农场务农。
- 1928年-1932年，列宁格勒农业学院畜牧业专业学习。
- 1932年-1933年，哈萨克苏维埃社会主义自治共和国第323号里德牧场畜牧业技术员。
- 1933年-1937年，哈萨克苏维埃社会主义自治共和国第323号里德牧场畜牧业高级技术员。
- 1937年-1938年，列宁格勒州特罗索夫国营牧场主任。
- 1938年-1939年，俄罗斯苏维埃联邦社会主义共和国肉类和奶制品国营农场人民委员会部务委员兼中部区肉类和奶制品国营农场部门负责人。1939年加入联共（布）。
- 1939年-1940年，俄罗斯苏维埃联邦社会主义共和国肉类和奶制品国营农场副人民委员。
- 1940年-1946年，联共（布）中央委员会农业部副部长。
- 1946年3月-1947年2月，苏联畜牧部长。
- 1947年2月-1948年7月，苏联农业部副部长兼畜牧总局局长。
- 1948年7月-1953年5月，联共（布）中央委员会农业部长。
- 1953年3月-9月，苏联农业采购部长。
- 1953年9月-1955年3月，苏联国营农场部长。
- 1955年3月-1960年，采利诺格勒州奇斯托夫区国营谷物农场主任。
- 1960年-1961年，哈萨克苏维埃社会主义共和国国营农场部长。
- 1961年-1962年，采利诺格勒州国营农场部长。
- 1962年-1964年，采利诺州第一副州长。
- 1964年，斯摩棱斯克州农村地区第一副州长。
- 1964年12月-1968年，斯摩棱斯克州第一副州长。
- 1968年-1977年，全俄集体农庄建设组织协会董事会副主席。
- 1977年起退休，享受莫斯科市个人养老金待遇。
- 1982年5月4日于莫斯科逝世，享年71岁。[2]

科兹洛夫是苏共19大代表；第19届中央候补委员；第3届苏联最高苏维埃联盟院代表，第4届苏联最高苏维埃民族院代表；第2届俄罗斯苏维埃联邦社会主义共和国最高苏维埃代表，第6届哈萨克苏维埃社会主义共和国最高苏维埃代表。

## 荣誉
- 两次列宁勋章（1945,1959）
- 两次劳动红旗勋章
- 一级卫国战争勋章
- 1941-1945年伟大卫国战争中忘我劳动奖章
- 纪念列宁诞辰一百周年奖章[4]